# 1880 en Bretagne
 Chronologie de la Bretagne
- 1876
- 1877
- 1878
- 1879
- 1880
- 1881
- 1882
- 1883
- 1884

Cette page recense des événements qui se sont produits durant l'année 1880 en Bretagne.

## Société

### Naissance

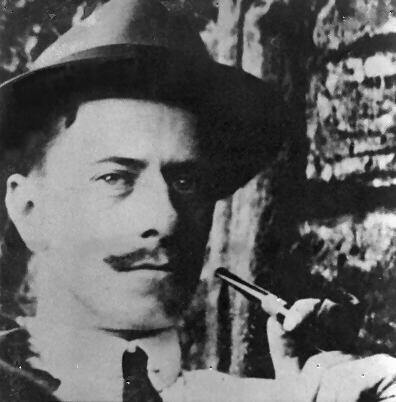
Louis Hémon en 1911

- 12 octobre à Brest : Louis Hémon (mort à Chapleau en Ontario, le 8 juillet 1913), écrivain français. Il doit sa célébrité à son principal roman Maria Chapdelaine écrit en 1912-1913 au Québec et publié après sa mort accidentelle à 32 ans, d'abord en feuilleton au début de 1914 à Paris, puis en volume au Québec en 1916 avant la version définitive qui parut aux éditions Grasset en 1921.